# Akrothemis risi
Akrothemis risi – gatunek ważki z rodziny ważkowatych (Libellulidae). Znany tylko z dwóch okazów odłowionych na dwóch różnych stanowiskach na nizinach w indonezyjskiej części Nowej Gwinei.